# حجل مدغشقري
حجل مدغشقري (Margaroperdix madagarensis)، نوع الطيور من فصيلة التدرجية. يوجد فقط في مدغشقر.
موائله الطبيعية هي غابات الأراضي المنخفضة الرطبة شبه الاستوائية أو الاستوائية والغابات الجبلية الرطبة شبه الاستوائية أو الاستوائية.